# Marko Grujić
Marko Grujić (în sârbă Марко Грујић, pronunțat [mâːrko ɡrûːjitɕ]; n. 13 aprilie 1996, Belgrad, Iugoslavia) este un fotbalist sârb, care joacă pe post de mijlocaș la Porto în Primeira Liga. Pe plan internațional, are prezențe la națională pentru Serbia U17⁠(d), Serbia U17⁠(d), Serbia U19⁠(d), Serbia U20⁠(d), Serbia U21⁠(d) și Serbia.
Născut la Belgrad, Grujić si-a început cariera la clubul din orașul său natal Steaua Roșie Belgrad, progresând prin sistemul lor de tineret până la prima echipa. El și-a făcut debutul la profesioniști în 2013 și a câștigat Superliga în ultimul său sezon la Steaua Roșie, care l-a vândut cu 5,1 milioane de lire sterline la Liverpool.
Grujić este un internațional sârb și a reprezentat Serbia la fiecare nivel de tineret de sub 16 ani înainte de a-și face debutul internațional la naționala mare în mai 2016. El a făcut parte din echipe Serbiei care a câștigat Campionatul Mondial sub 20 de ani din 2015.

## Cariera pe echipe

### Steaua Roșie Belgrad
Grujić s-a născut la Belgrad, FR Iugoslavia (acum Serbia) și este un produs al Stelei Roșii Belgrad, jucând pentru toate categoriile de vârstă ale acestui club, fiind căpitanul generației sale. Și-a făcut debutul la profesioniști pentru Steaua Roșie, pe 26 mai 2013, într-un meci din Superliga Serbiei cu Voivodina.
La 17 mai 2015, Grujić a semnat un contract pe trei ani cu Steaua Roșie, până în 2018. Grujić a marcat primul gol la seniori pe 26 septembrie 2015 împotriva lui Novi Pazar într-o victorie scor 2-0, dându-i o pasă de gol lui Aleksandar Katai pentru al doilea gol. Grujić a făcut parte din echipa Stelei Roșii care a stabilit un nou record de victorii consecutive (19) în campionat, terminând turul sezonului fără înfrângere.

### Liverpool
În timpul toamnei, Grujić a fost urmărit de o serie de echipe europene de renume, printre care Liverpool, Inter Milano, Juventus, Chelsea și AC Milan. Antrenorul de la Liverpool, Jürgen Klopp, l-a sunat personal pe Grujić personal pentru a-l convinge să vină pe Anfield, dar inițial tatăl lui Grujić nu a fost de acord, deși fiul său își dorea mutarea. Secundul lui Klopp, Željko Buvač, a zburat la Belgrad pentru a vorbi cu Grujić, iar la 6 ianuarie 2016 a fost confirmat faptul că Grujić a fost cumpărat de către Liverpool din Premier League, pentru 5,1 milioane de lire sterline, cu Grujić semnând un contract pe cinci ani. La sosirea le echipă, Grujić i-a mulțumit lui Klopp pentru că l-a convins să vină și a declarat că: „Aș alege pe Liverpool oricând în detrimentul lui Real Madrid și Barcelona”.
El a fost imediat împrumutat înapoi la Steaua Roșie până la sfârșitul sezonului pentru 740.000 £, și a câștigat SuperLiga cu Steaua Roșie în timpul împrumutului. Grujić a terminat sezonul cu 29 de meciuri, 6 goluri, 7 pase și a fost votat în echipa anului în SuperLiga pentru contribuția sa la sezonul în care Steaua Roșie a terminat neînvinsă.
La 20 august 2016, Grujić și-a făcut debutul în Premier League pentru Liverpool într-un meci pierdut cu 2-0 împotriva lui Burnley, intrând în locul lui Adam Lallana în minutul 78.

#### Împrumutul la Cardiff
La data de 17 ianuarie 2018, Grujić a fost împrumutat la echipa de Championship Cardiff City, pentru restul sezonului 2017-2018. El și-a făcut debutul pentru club trei zile mai târziu, jucând într-o remiză scor 0-0 cu Sheffield Wednesday. Primul gol al lui Grujić pentru Cardiff a fost cel dintr-o victorie acasă cu 2-1 împotriva lui Barnsley, la 6 martie 2018, marcat dintr-un șut de la distanță imediat după începutul celei de-a doua reprize.

#### Împrumutul la Hertha BSC
La 19 august 2018, Grujić s-a alăturat clubului de Bundesliga Hertha BSC pe un împrumut de un an. El a marcat primul său gol pentru club în 8 decembrie, într-o victorie scor 1-0 asupra lui Eintracht Frankfurt. Antrenorul de la Hertha, Pal Dardai, l-a apreciat pe Grujić ca fiind „cel mai bun mijlocaș de la Hertha Berlin din ultimii 20 de ani”.

## Cariera la națională
Grujić a reprezentat Serbia la toate naționalele de tineret de la sub 16 ani până la sub 21 de ani și a fost component al echipei Serbiei care a câștigat Campionatul Mondial FIFA U20 în 2015 în Noua Zeelandă.
În mai 2016, Grujić și-a făcut debutul internațional pentru echipa națională a Serbiei, după ce a intrat în locul lui Nemanja Matić, într-o victorie cu 2-1 împotriva Ciprului.
În mai 2018 a fost numit în lotul lărgit al Serbiei pentru Campionatul Mondial din 2018 din Rusia.
În iunie 2018 a fost ales în echipa Serbiei pentru Campionatul Mondial din 2018 dar nu a reușit să joace în niciun meci.

## Stil de joc
Având o înălțime de 1,91 m, Grujić a fost descris ca fiind „înalt, sprinten, simțindu-se confortabil cu mingea la picior și cu o gamă bună de pase” și a fost numit „noul Matić”din cauza asemănării sale atât ca fizic cât și ca poziție pe teren, jucând tot pe postul de mijlocaș defensiv ca Nemanja Matić.

## Statistici privind cariera

### Club
La sfârșitul sezonului 2017-2018
| Club                    | Sezon         | Divizie            | Campionat | Campionat | Cupă    | Cupă   | Cupa Ligii | Cupa Ligii | Europa  | Europa | Altele  | Altele | Total   | Total  |
| Club                    | Sezon         | Divizie            | Meciuri   | Goluri    | Meciuri | Goluri | Meciuri    | Goluri     | Meciuri | Goluri | Meciuri | Goluri | Meciuri | Goluri |
| ----------------------- | ------------- | ------------------ | --------- | --------- | ------- | ------ | ---------- | ---------- | ------- | ------ | ------- | ------ | ------- | ------ |
| stea roșie              | 2012-2013     | SuperLiga Serbiei  | 1         | 0         | 0       | 0      | -          | -          | 0       | 0      | -       | -      | 1       | 0      |
| stea roșie              | 2014-2015     | SuperLiga Serbiei  | 9         | 0         | 1       | 0      | -          | -          | 0       | 0      | -       | -      | 10      | 0      |
| stea roșie              | 2015-2016     | SuperLiga Serbiei  | 29        | 6         | 1       | 0      | -          | -          | 0       | 0      | -       | -      | 30      | 6      |
| stea roșie              | Total         | Total              | 39        | 6         | 2       | 0      | 0          | 0          | 0       | 0      | -       | -      | 41      | 6      |
| Kolubara (împrumut)     | 2014-2015     | Prima Liga Serbiei | 5         | 2         | 0       | 0      | -          | -          | -       | -      | -       | -      | 5       | 2      |
| Liverpool               | 2016-2017     | Prima ligă         | 5         | 0         | 0       | 0      | 3          | 0          | -       | -      | -       | -      | 8       | 0      |
| Liverpool               | 2017-2018     | Prima ligă         | 3         | 0         | 0       | 0      | 1          | 0          | 2       | 0      | -       | -      | 6       | 0      |
| Liverpool               | Total         | Total              | 8         | 0         | 0       | 0      | 4          | 0          | 2       | 0      | -       | -      | 14      | 0      |
| Cardiff City (împrumut) | 2017-2018     | Championship       | 13        | 1         | 1       | 0      | -          | -          | -       | -      | -       | -      | 14      | 1      |
| Total carieră           | Total carieră | Total carieră      | 65        | 9         | 3       | 0      | 4          | 0          | 2       | 0      | -       | -      | 74      | 9      |

### La națională
Până pe 9 iunie 2018
| Serbia | Serbia  | Serbia |
| An     | Meciuri | Goluri |
| ------ | ------- | ------ |
| 2016   | 3       | 0      |
| 2017   | 1       | 0      |
| 2018   | 4       | 0      |
| Total  | 8       | 0      |

## Titluri

### Club
Steaua Roșie Belgrad
- SuperLiga Serbiei: 2015-2016

Cardiff City
- Campionatul EFL: locul secund 2017-2018[24]

### La națională
Serbia U20
- Campionatul Mondial FIFA U-20: 2015

### Individual
- Echipa sezonului în SuperLiga : 2015-2016